# دریچه ایلئوسکال
دریچه ایلئوسکال یا دریچه دراز-کورروده‌ای (به انگلیسی: ileocecal valve) در محل اتصال روده باریک به روده بزرگ قرار دارد که وظیفه اصلی آن جلوگیری از پس‌زدن محتویات دفعی از ابتدای روده بزرگ (کولون) به روده باریک است.

لبه‌های دریچه ایلئوسکال به درون لومن کورروده Cecum برجسته شده‌اند و از این‌رو وقتی فشار زیادی در روده ی کورجمع می‌شود و می‌کوشد تا محتویات روده ی کور را به عقب براند، لبه‌ها بسته می‌شوند. به علاوه چند سانتی‌متر از جدار درازروده Ileum که درست پیش از دریچه ایلئوسکال قرار دارد دارای یک لایه ضخیم عضلانی موسوم به اسفنکتر ایلئوسکال است. این اسفنکتر در حالت طبیعی انقباض مختصری دارد و ورود محتویات روده ی باریک به روده ی کور را کندتر می‌کند. پس از مصرف غذا و شروع حرکات دودی این تخلیه سرعت می‌گیرد. مقاومت در برابر تخلیه از این دریچه، زمان ماندن کیموس را افزایش داده و فرآیند جذب غذا را تسهیل می‌کند. 

## تاریخچه
این دریچه برای اولین بار توسط پزشکی هلندی به نام نیکولاس تالپ توضیح داده شد و به همین خاطر این دریچه، با نام دریچه تالپ نیز معروف است. 

## کنترل بازخوردی اسفنکتر ایلئوسکال

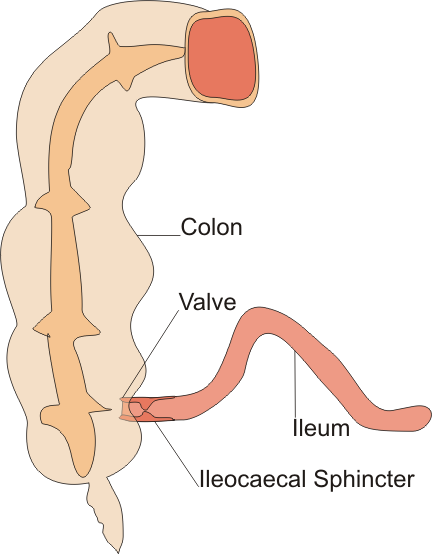
دریچه ایلئوسکال

میزان انقباض اسفنکتر ایلئوسکال و نیز شدت حرکات کرم‌وار روده باریک انتهایی تحت کنترل رفلکس‌های برخاسته از روده کور است. هرگاه روده کور گشاد شود، انقباض اسفنکتر ایلئوسکال شدیدتر و حرکات کرم‌وار روده باریک مهار می‌شود و به این ترتیب تخلیه کیموس به تاخیر می‌افتد. همچنین هرگونه ماده آزاردهنده در روده ی کور، تخلیه را به تعویق می‌اندازد. به عنوان مثال، در هنگام التهاب آپاندیس انسان، اسپاسم شدیدی در اسفنکتر ایلئوسکال و فلجی نسبی در روده باریک ایجاد شده و تخلیه مهار می‌شود.

## نگارخانه

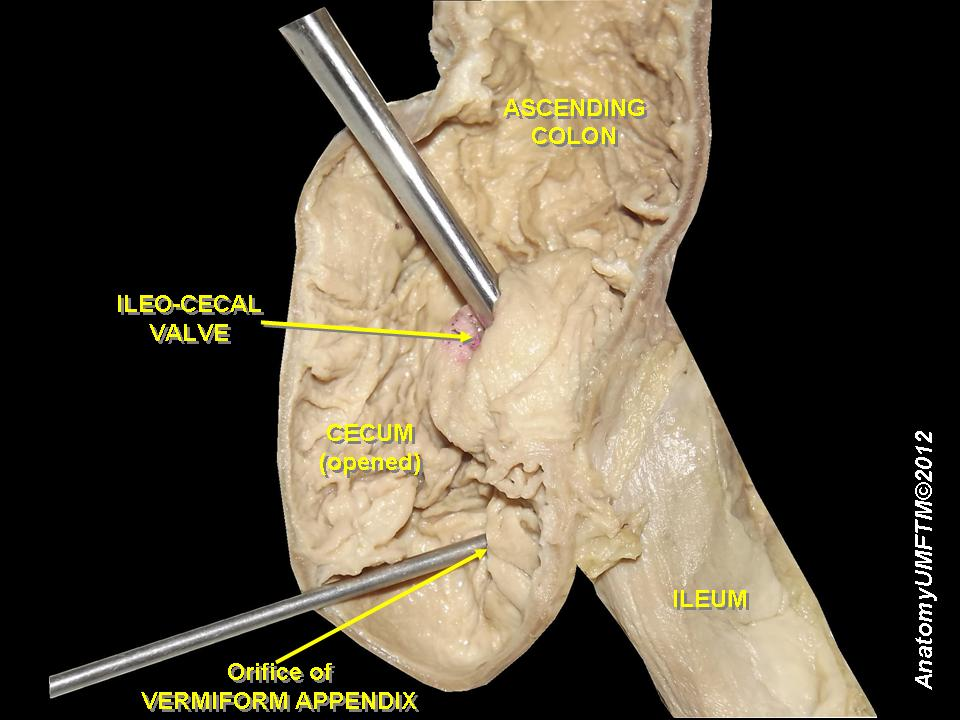
دریچه دراز-کورروده‌ای